# Gilberto Freyre
Gilberto de Mello Freyre KBE • GCC • GCSE (Recife, 15 de março de 1900 – Recife, 18 de julho de 1987) foi um polímata brasileiro. Como escritor, dedicou-se à ensaística da interpretação do Brasil sob ângulos da sociologia, antropologia, geografia e história. Foi também autor de ficção, jornalista, poeta e pintor. É considerado um dos mais importantes sociólogos do século XX.
Gilberto Freyre foi o intelectual mais premiado da história do país; laureado com o Prêmio Aspen, honraria que consagra "indivíduos notáveis por contribuições excepcionalmente valiosas para a cultura humana”, e com o prêmio italiano La Madonnina. Dentre outros prêmios e honrarias, recebeu a Ordem do Império Britânico, o Prêmio Jabuti de Literatura, o Prêmio Machado de Assis da Academia Brasileira de Letras, o Prêmio de Excelência Literária da Academia Paulistana de Letras, medalhas de Portugal e da Espanha e a Ordem Nacional da Legião de Honra da França. Sagrou-se ainda imortal da Academia Pernambucana de Letras.
Sobre Freyre, falou Monteiro Lobato:
"O Brasil do futuro não vai ser o que os velhos historiadores disserem e os de hoje repetem. Vai ser o que Gilberto Freyre disser. Freyre é um dos gênios de paleta mais rica e iluminante que estas terras antárticas ainda produziram".

## Biografia
Filho de Alfredo Freyre (juiz e catedrático de Economia Política da Faculdade de Direito do Recife) e de Francisca de Mello Freyre, Gilberto Freyre é de família brasileira antiga, descendente dos primeiros colonizadores portugueses do Brasil. Em suas palavras: "um brasileiro que descende de gente quase toda ibérica, com algum sangue ameríndio e fixada há longo tempo no país". Tem antepassados portugueses, espanhóis, indígenas e holandeses. Custou a aprender a escrever, fazendo-se notar pelos desenhos. Teve aulas particulares com o pintor Teles Júnior, que reclamava de sua insistência em deformar os modelos. Começou a aprender a ler e escrever em inglês com Mr. Williams, que elogiava seus desenhos.[carece de fontes?]

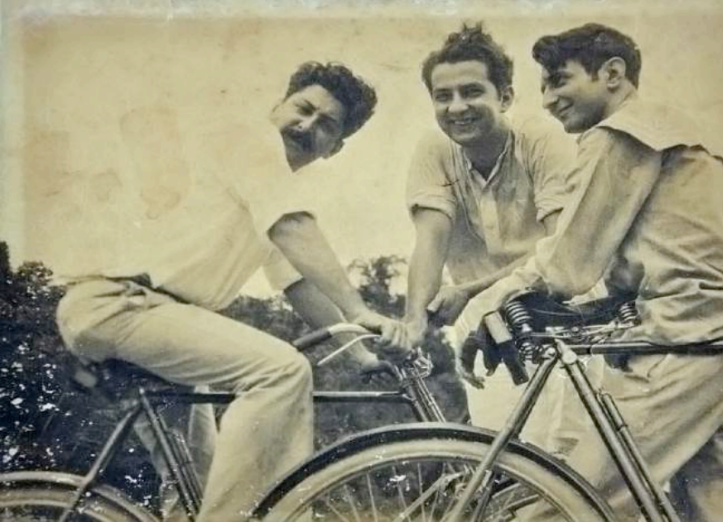
Gilberto Freyre (à direita), Carlos Lemos (no centro) e Ulisses Freyre (à esquerda) em passeio de bicicleta no Recife, década de 1920.

Em 1909, faleceu sua avó materna, que vivia a mimá-lo por supor que teria problemas sérios de aprendizado, pela sua dificuldade em aprender a escrever. Nessa época, ocorrem suas primeiras experiências rurais de menino de engenho, quando passa uma temporada no Engenho São Severino do Ramo, pertencente a parentes seus. Mais tarde escreverá sobre essa primeira experiência numa de suas melhores páginas, incluída em Pessoas, coisas & animais.[carece de fontes?]
Quando jovem, tornou-se protestante batista, chegando a ser missionário e a frequentar igrejas batistas norte-americanas. Foi estudar nos Estados Unidos, mas quando desencantou-se com o protestantismo batista tornou-se sem religião, embora esposando uma cosmovisão cristã e vendo com simpatia o catolicismo popular e o xangô do Recife.
Foi casado com Madalena Guedes Pereira Freyre, mãe de seus dois filhos, Sônia e Fernando.

### Educação
Gilberto Freyre inicia seus estudos frequentando, em 1908, o jardim da infância do Colégio Americano Batista Gilreath, que seu pai havia ajudado a fundar.
Aos dezoito anos, com bolsa da Igreja Batista, vai estudar na Universidade Baylor no Texas, onde se formou bacharel em artes liberais.
Freyre estudou na Universidade Columbia nos Estados Unidos, onde conheceu Franz Boas, referência intelectual para ele. Em 1922 publica sua tese de mestrado Social life in Brazil in the middle of the 19th century (Vida social no Brasil nos meados do século XIX), dentro do periódico Hispanic American Historical Rewiew, volume 5. Com isto, obteve o título Masters of Arts.

### Morte
Gilberto Freyre morreu em decorrência de uma isquemia cerebral, por infecção respiratória e insuficiência renal a 18 de julho de 1987 em Recife.

## Carreira

### Casa Grande & Senzala
Seu primeiro e mais conhecido livro é Casa-grande & senzala, publicado no ano de 1933 e escrito em Portugal. Nele, Freyre rechaça as doutrinas racistas de branqueamento do Brasil. Baseado em Franz Boas, demonstrou que o determinismo racial ou climático não influencia no desenvolvimento de um país. Ainda, essa obra foi precursora da noção de democracia racial no Brasil, com relações harmônicas interétnicas que mitigariam a influência social do passado da escravidão no Brasil, que, segundo Freyre, fora menos segregadora que a norte-americana. Embora seja sua obra mais importante, também recebeu críticas por diversos aspectos do livro, como críticas à linguagem da obra, considerada vulgar e obscena e críticas ao que é chamado por parte dos estudiosos de "mito da democracia racial", que segundo a filósofa Djamila Ribeiro é uma "visão [que] paralisa a prática antirracista, pois romantiza as violências sofridas pela população negra”. Muito embora Freyre seja considerado o ideólogo da democracia racial, esse conceito não foi abordado diretamente em Casa-grande & senzala. Em Recife, chegou a ter seu livro queimado em praça pública, ato apoiado por um colégio religioso da cidade.

Gilberto Freyre e José Lins do Rego, anos 1950. Arquivo Nacional.

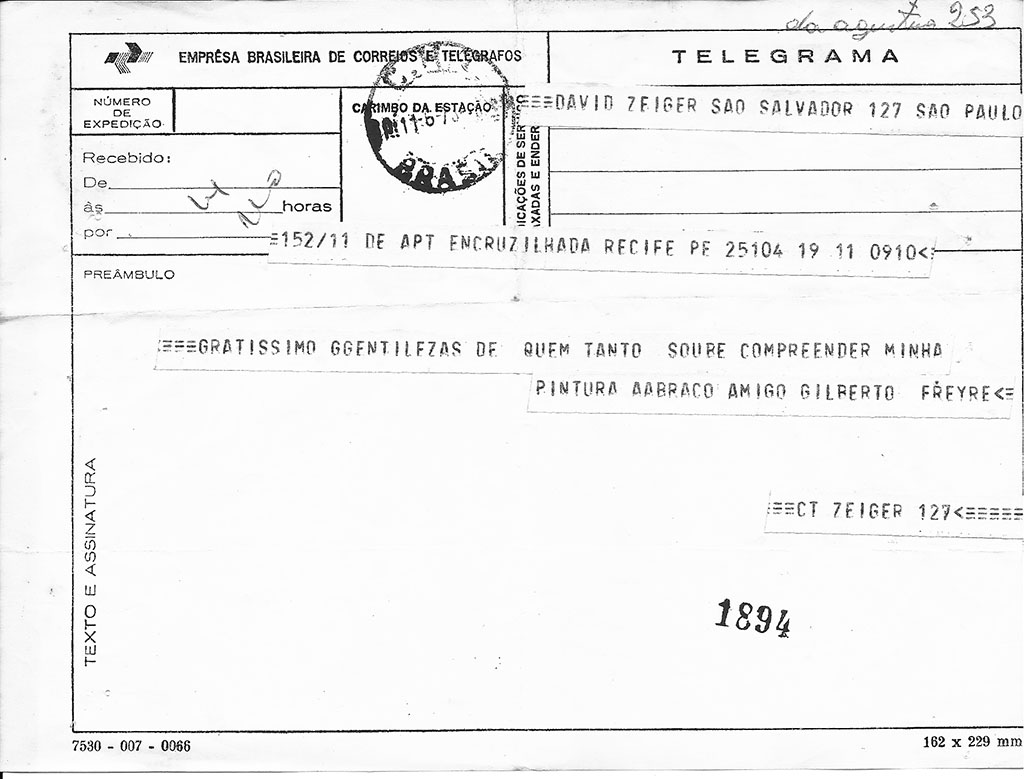
Telegrama Gilberto Freyre para David Zeiger.

Ao contrário do que popularmente se imagina, Casa-grande & senzala não é um estudo sociológico ou antropológico. Baseado em fontes históricas e suas reflexões, Gilberto Freyre se apresentou como um "escritor treinado em ciências sociais" e não como sociólogo ou antropólogo, como refletiu em seu Como e porque sou e não sou sociólogo (1968). Além disso, por influência de Franz Boas sabia da necessidade de pesquisas empíricas para validar um estudo como sendo sociológico ou antropológico.
A tese de Freyre sobre o colonialismo particularmente benéfico dos portugueses seria usada posteriormente, durante o regime salazarista, em defesa da presença portuguesa na África.

### Vida pública
Em 1930, após a tomada do poder por Getúlio Vargas, Freyre viaja aos Estados Unidos e Portugal, onde trabalhou no manuscrito de Casa Grande & Senzala.[carece de fontes?]
Em Pernambuco, Gilberto Freyre ocupou vários cargos comissionados e chegou à presidência da UDN pernambucana. Em 1942 foi preso e espancado, junto de seu pai, após escrever um artigo no Diário de Pernambuco acusando um monge beneditino de Olinda de ser racista e pró-nazista. Em 1946, foi eleito pela própria UDN para a Assembleia Constituinte. Em 1964, defendeu a queda de João Goulart, e em 1969 passou a integrar o Conselho Federal de Cultura a convite do presidente general Emílio Médici.
Gilberto Freyre foi também reconhecido por seu estilo literário. Ele escreveu um longo poema inspirado por sua primeira visita à Cidade de Salvador: Bahia de todos os santos e de quase todos os pecados. Impresso no mesmo ano em reduzidíssima edição da recifense Revista do Norte, o poema deixou Manuel Bandeira entusiasmado. Tanto que em carta de 4 de junho de 1927 escreveu: “Teu poema, Gilberto, será a minha eterna dor de corno. Não posso me conformar com aquela galinhagem tão gozada, tão envergonhosamente lírica, trescalando a baunilha de mulata asseada!”. Os dois chegariam a trocar 68 cartas durante décadas. O poema tem três versões: a primeira foi reproduzida por Manuel Bandeira em sua Antologia dos Poetas Brasileiros Bissextos Contemporâneos (1946); a segunda, modificada pelo autor, foi publicada na revista carioca O Cruzeiro de 20 de janeiro de 1942; e a terceira aparece nos livros Talvez Poesia (José Olympio, 1962) e Poesia Reunida (Edições Pirata, 1980).
Ocupou a cadeira 29 da Academia Pernambucana de Letras em 1986.

## Pensamento e formação intelectual

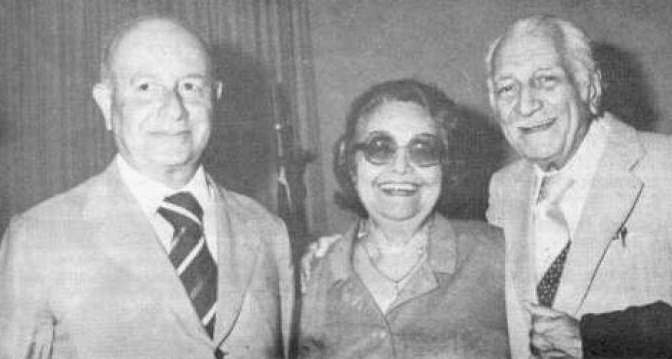
Gilberto Freyre (direita) com os amigos Adonias Filho (esquerda) e Rachel de Queiroz (centro).

Portugal ocupa um lugar importante no pensamento de Freyre. Em vários de seus livros, como em "O Mundo que o Português Criou", "O Luso e o Trópico" demonstra o importante papel que os portugueses tiveram na criação da "primeira civilização moderna nos trópicos": o Brasil. A visão positiva que ele difundiu a respeito da atuação dos portugueses na América, África e Ásia, colaborou para legitimar o discurso colonial promovido pelo regime salazarista.  Freyre foi um dos pioneiros no estudo histórico e sociológico dos territórios de colonização portuguesa como um todo, chegando mesmo a desenvolver um ramo de pesquisa que denominou de "Lusotropicologia", concepção formada com base no lusotropicalismo.[carece de fontes?]
Suas reflexões sobre temas como iberismo, hispanismo, latino-americanismo, relações entre as Américas e diversidade cultural do continente estão fortemente relacionadas e imbricadas às suas interpretações sobre a formação social e cultural do Brasil.[carece de fontes?]

Em sua visão do passado escravocrata e a coexistência dos povos no Brasil, Freyre antecede as questões contemporâneas do multiculturalismo como política de uma ideal inclusão harmônica. O historiador George Reid Andrews sumariza a posição de Freyre frente à questão: 
"Os proponentes do branqueamento tinham buscado europeizar o Brasil e torná-lo branco; Freyre, em contraste, aceitou que o Brasil não era nem branco nem europeu, e que nunca o seria. Em vez de a Europa dos trópicos, o Brasil estaria destinado a ser um novo mundo nos trópicos: um experimento exclusivamente americano no qual europeus, índios e africanos tinham se juntado para criar uma sociedade genuinamente multirracial e multicultural". 
A visão que Freyre tinha para acomodar as diferenças étnicas no Brasil, por vezes chamada de democracia racial brasileira, como citado, previa um ideal político de coexistência da diversidade. Todavia, ao contrário da acepção do termo erroneamente atribuído a ele, Freyre não via o Brasil como uma "democracia racial" no sentido de ausência de racismo.

## Obras
- Casa-Grande & Senzala, 1933
- Guia Prático, Histórico e Sentimental da Cidade do Recife, 1934
- Sobrados e Mucambos, 1936
- Nordeste: Aspectos da Influência da Cana Sobre a Vida e a Paisagem…,[28] 1937
- Açúcar, 1939
- Olinda, 1939
- Uma cultura ameaçada: a luso-brasileira, 1940 e 1942 (2ª edição)
- O mundo que o português criou, 1940
- Um engenheiro francês no Brasil,1940 e 1960 (2ªedição)
- Região e Tradição, 1941
- Ingleses, 1942
- Problemas brasileiros de antropologia, 1943
- Continente e ilha, 1943
- Sociologia, 1945
- Interpretação do Brasil, 1947
- Ingleses no Brasil, 1948
- A Propósito de Frades, 1957
- Ordem e Progresso, 1959
- O Recife sim, Recife não, 1960
- Talvez Poesia, 1962
- Vida, Forma e Cor, 1962
- Os escravos nos anúncios de jornais brasileiros do século XIX, 1963
- Vida social no Brasil nos meados do século XIX, 1964
- Dona Sinhá e o Filho Padre, 1964
- Brasis, Brasil e Brasília, 1968
- Como e porque não sou sociólogo, 1968
- O brasileiro entre os outros hispanos, 1975
- Tempo morto e outros tempos, 1975
- Oh de Casa, 1979
- Homens, engenharias e rumos sociais., 1987
- Assombrações do Recife velho, 1955

## Prêmios e títulos
- Prêmio da Sociedade Filipe d'Oliveira, Rio, 1934
- Prêmio Anisfield-Wolf, USA, 1957
- Prêmio de Excelência Literária, da Academia Paulistana de Letras, 1961
- Prêmio Machado de Assis, da Academia Brasileira de Letras (conjunto de obras), 1962
- Prêmio Moinho Santista de "Ciências Sociais em Geral", 1964
- Prêmio Aspen, do Instituto Aspen, USA, 1967
- Grã-Cruz da Ordem Militar de Cristo de Portugal (4 de Julho de 1967)[29]
- Prêmio Internacional La Madonnina, Itália, 1969
- "Cavaleiro-Comendador da Ordem do Império Britânico" (Honorary Ordinary Knight Grand Cross Division of the Order of the British Empire), distinção conferida pela Rainha da Inglaterra, 1971[30]
- Medalha Joaquim Nabuco, Assembleia Legislativa do Estado de Pernambuco, 1972
- Troféu Novo Mundo, por "obras notáveis em Sociologia e História", São Paulo - Troféu Diários Associados, por "maior distinção atual em Artes Pláticas" - Prêmio Jabuti, da Câmara Brasileira do Livro, 1973
- Vencedor do Prêmio Esso em 2005
- Medalha de Ouro José Vasconcelos, Frente de Afirmación Hispanista de México, 1974
- Educador do Ano, Sindicato dos Professores do Ensino Primário e Secundário em Pernambuco e Associação dos Professores do Ensino Oficial, 1974
- Medalha Massangana, Instituto Joaquim Nabuco de Pesquisas Sociais, 1974
- Grã-cruz Andrés Bello da Venezela, 1978
- Grã-cruz da Ordem do Mérito dos Guararapes do Estado de Pernambuco, 1978
- Prêmio Brasília de Literatura para Conjunto de Obras, Fundação Cultural do Distrito Federal, 1979
- Prêmio Moinho Recife, 1980
- Medalha da Ordem do Ipiranga do Estado de São Paulo, 1980
- Medalha Biblioteca Nacional, 1984
- Grã-cruz de D. Alfonso, El Sabio, Espanha, 1983
- Grã-Cruz da Ordem Militar de Sant'Iago da Espada de Portugal (25 de Outubro de 1983)[29]
- Grã-cruz da Ordem do Mérito Capibaribe da Cidade do Recife, 1985
- Grande-Oficial da Ordem Nacional da Legião de Honra, França, 2008[31]